# Zickzack Records
Zickzack Records ist ein Musiklabel aus Hamburg. Gegründet 1980 vom Journalisten Alfred Hilsberg, profilierte es sich seitdem vor allem im Rahmen der Neuen Deutschen Welle, ein Begriff, den Hilsberg in seinem Sounds-Artikel „Neue Deutsche Welle – Aus grauer Städte Mauern“ prägte.
Seitdem war das Label Plattform für viele deutsche Independent-Bands – so förderte es Anfang der 1990er Jahre unter anderem Blumfeld und andere zentrale Bands der Hamburger Schule. Anfang des 21. Jahrhunderts veröffentlichten zum Beispiel Parole Trixi, Jens Friebe und die Monostars auf dem Label. In den zehner Jahren brachte ZickZack beispielsweise Doctorella, Candelilla und The Schwarzenbach heraus.
Weitere wichtige Bands, die auf Zickzack in den 1980er Jahren veröffentlichten, sind Abwärts, Andreas Dorau, Die Tödliche Doris, Einstürzende Neubauten, Die Krupps, Palais Schaumburg, Xmal Deutschland und F. S. K.

## Diskografie

### 1980
ZZ 001 – Geisterfahrer: ohne Titel (7")
ZZ 002 – Abwärts: Computerstaat (7")
ZZ 003 – Geräusche Für Die 80er – Compilation (LP)
ZZ 004 – Minus Delta t: ohne Titel (Flexidisc, 7")
ZZ 005 – Saal 2: Angst vorm Tanzen (7")
ZZ 006 – Freiwillige Selbstkontrolle: Herz Aus Stein (7")
ZZ 007 – Ede + Die Zimmermänner (a.k.a Skafighter): ohne Titel (7")
ZZ 008 – Nachdenkliche Wehrpflichtige: Politik für junge Leute (7")
ZZ 009 – Inzucht & Ordnung: Irrenanstalt (7")
ZZ 010 – Abwärts: Amok Koma (LP)
ZZ 011 – The Wirtschaftswunder: The Television & Kommissar (7")
ZZ 012 – Die Radierer: Angriff Auf’s Schlaraffenland (7")
ZZ 013 – Siluetes 61: Wo Ist Der Dom? (Flexidisc, 7")
ZZ 014 – Andy Giorbino: Kredit (7")
ZZ 015 – Siluetes 61: ohne Titel (LP)
ZZ 016 – Aus Lauter Liebe: Ein Herz Und Eine Krone/ Hot Lover (7")
ZZ 017 – Donald Fuck: Der Spielverderber (7")
ZZ 018 – Brausepöter: Liebe, Glück, Zufriedenheit/ Irgendwie muß ich was tun (7")
ZZ 019 – Front: Alternativ/ City West (7")
ZZ 020 – The Wirtschaftswunder: The Salmobray (LP)
ZZ 021 – Korpus Kristi: Ausgesetzt/ Stadt der blauen Eier (7")
ZZ 022 – Schön: Tanz doch/ Pure Design (7")
ZZ 023 – Palais Schaumburg: Rote Lichter/ Mach mich glücklich wie nie (7")
ZZ 024 – Andreas Dorau: Der Lachende Papst (7")
ZZ 025 – Die Radierer: Eisbären & Zitronen (LP)

### 1981
Zwick Zwack 01 – Xaõ Seffcheque: Happy New Wave (7")
ZZ 026 – Kosmonautentraum: Rache! (7")
ZZ 027 – Freiwillige Selbstkontrolle: Teilnehmende Beobachtungen (7")
ZZ 028 – Abwärts: Roboter In Der Nacht (7")
ZZ 029 – Aus Lauter Liebe: Pingelig (7")
ZZ 030 – Die Krupps: Stahlwerksynfonie (12")
ZZ 031 – Xmal Deutschland: Schwarze Welt (7")
ZZ 032 – Andy Giorbino: Stolpern (7" + Flexidisc ZZ 32/1)
ZZ 033 – Palais Schaumburg: Telephon/ Kinder der Tod (7")
ZZ 034 – Front: Georg (7")
ZZ 035 – Die Tödliche Doris: Die 7 Tödlichen Unfälle Im Haushalt (12")
ZZ 036 – Die Zimmermänner: Ein halbes Jahr/ Kultur (7")
ZZ 037 – Saal 3: Die U-Bahn Rollt / Ich mach Mir Keine Sorgen Mehr (7")
ZZ 038 – Mekanik Destrüktiw Komandöh: Rohe Gewalt/ Rhythmus der Musik (live) (7")
ZZ 039 – Petticoat Crash Darling: Let’s Have Another Baby/ Schöner Fremder (7")
ZZ 040 – Einstürzende Neubauten: Kalte Sterne (2×7")
ZZ 041 – Kosmonautentraum: Liebesmühn (7")
ZZ 042 – Ti-Tho: Traumtänzer (7")
ZZ 044 – Die Zimmermänner: Anja (7")
ZZ 045 – Lieber Zuviel Als Zuwenig (Zickzack Sommerhits 81) – Compilation (LP)
ZZ 050 – The Witch Trials: ohne Titel (12")
ZZ 055 – Die Krupps: Wahre Arbeit, Wahrer Lohn (12")
ZZ 060 – O.R.A.V.s. (Liedermachos)/ Deutschland Terzett: ohne Titel (LP)
ZZ 065 – Einstürzende Neubauten: Kollaps (LP)
ZZ 080 – Freiwillige Selbstkontrolle: Stürmer (LP)

### 1982
ZZ 070 – Mekanik Destrüktiw Komandöh: Die Kriegserklärung (LP)
ZZ 075 – Sprung aus den Wolken: ohne Titel (12")
ZZ 085 – Nasmak / + Instruments: ohne Titel (12")
ZZ 090 – Giorbino & Eldorado: Ivanhoe (LP)
ZZ 095 – Andy Giorbino: Lied an die Freude (LP)
ZZ 100 – Kosmonautentraum: Juri Gagarin (LP)
ZZ 105 – Leben Und Arbeiten: ohne Titel (12")
ZZ 110 – Xmal Deutschland: Incubus Sucubus (12")
ZZ 111 – Peter Gordon/ Thomas Fehlmann: Westmusik (12")
ZZ 115 – Grosse Freiheit: Die Moschusfunktion (12")
ZZ 120 – Kirche der Ununterschiedlichkeit – Compilation (2x12")
ZZ 123 – Die Tödliche Doris: ohne Titel (LP)
ZZ 125 – Hát với quê hương: ohne Titel (12")
ZZ 130 – Kreutzer: Lieblingsfarbe (12")
ZZ 135 – Bergtraum: Almenrausch (12")
ZZ 140 – Die Zimmermänner: Erwin, das tanzende Messer (12")
ZZ 1001 – Die Zimmermänner: 1001 Wege Sex zu machen ohne daran Spaß zu haben (LP)

### 1983
ZZ 145 – Palais Schaumburg: Das Single Kabinett (12")
ZZ 150 – Große Freiheit: Piroschka (12")
ZZ 155 – Freiwillige Selbstkontrolle: Magic Moments (12")
ZZ 160 – Kosmonautentraum: Livorno 1956 (12")
ZZ 170 – Die Ich’s: ohne Titel (LP)
ZZ 175 – Giorbino: Anmut und Würde (LP)
ZZ 180 – Die Radierer: In Hollywood (LP)
ZZ 185 – Knusperkeks: ohne Titel (12")
ZZ 190 – Wunder gibt es immer wieder – Compilation (LP)
ZZ 195 – Die Zimmermänner: Zurück in der Zirkulation (12")
ZZ 200 – Kosmonautentraum: Tagediebe (LP)
ZZ 1066 – Freiwillige Selbstkontrolle: Last Orders (The John Peel Session) (LP)

### 1984
ZZ 205 – Markus Oehlen, Albert Oehlen, Jörg Immendorff, Werner Büttner, Martin Kippenberger und A. R. Penck: Die Rache der Erinnerung (LP)
ZZ 210 – Die Radierer: Gott und die Welt (LP)
ZZ 2001 – Freiwillige Selbstkontrolle: Ca c’est Le Blues (LP)

### 1985
ZZ 215 – Die Atlantikschwimmer: ohne Titel (LP)
ZZ 220 – Kosmonautentraum: Angst ist mein König (12")
ZZ 225 – Familie Hesselbach: Süddeutschland (12")
ZZ 230 – Beatklub: Down at the Beatklub at midnight (LP)
ZZ 1789 – Freiwillige Selbstkontrolle: Goes Underground (LP)

### 1987–1994
ZZ 666 – Blumfeld: Zeitlupe (7", 1992)
ZZ 999 – Blumfeld: Traum:2 (7", 1992)
ZZ 1987 – Freiwillige Selbstkontrolle: In Dixieland (LP, CD, 1987)
ZZ 1995 – F.S.K.: Bei Alfred (2xCD, 1989)
ZZ 2999 – Blumfeld: L'Etat et moi (LP, 1994)
ZZ 8000 – F.S.K.: Original Gasman Band (LP, CD, 1989)

### 2002–2010
ZZ 2002 – Blumfeld: Die Welt ist schön (10", CD, 2002)
ZZ 2003 – Bis auf Weiteres eine Demonstration (Geräusche für den Tag danach) – Compilation (2xCD, 2003)
ZZ 2004 – Knarf Rellöm: Einbildung ist auch ne Bildung (CD, 2004)
ZZ 2005 – Saalschutz: Das ist nicht mein Problem (CD, 2004)
ZZ 2006 – Jens Friebe: Vorher Nachher Bilder (LP, CD, 2004)
ZZ 2008 – Perverted by Mark E.(A tribute to The Fall) – Compilation (2xCD, 2004)
ZZ 2009 – Doc Schoko: Tränen + Wölkchen (7", 2004)
ZZ 2011 – Katze: …von hinten! (CD, 2005)
ZZ 2012 – Katze: Der Brief (MCD, 2005)
ZZ 2013 – Festland: An euren Fenstern wachsen Blumen (CD, 2006)
ZZ 2014 – Brockdorff Klang Labor: Frohe Schritte (MCD, 2007)
ZZ 2015 – Spannung. Leistung. Widerstand. Magnetbanduntergrund DDR 1979–1989 – Compilation (Buch + 2xCD, 2006)
ZZ 2016 – Knarf Rellöm Trinity: Move Your Ass & Your Mind Will Follow (CD, 2006)
ZZ 2017 – Saalschutz: Saalschutz macht’s möglich (CD, 2006)
ZZ 2018 – Die Zimmermänner: Fortpflanzungssupermarkt (DoLP, CD, 2007)
ZZ 2019 – Brockdorff Klang Labor: Mädchenmusik (CD, 2007)
ZZ 2020 – What’s So Funny About.. ZickZack – Compilation (CD, 2007)
ZZ 2021 – Jens Friebe: Das mit dem Auto ist egal, Hauptsache Dir ist nichts passiert (CD, 2007)
ZZ 2022 – Klotz + Dabeler: Menschen an sich (CD, 2007)
ZZ 2023 – Die Radierer: Der andalusische Bär (CD, 2008)
ZZ 2024 – Rummelsnuff: Halt durch! (CD, 2008)
ZZ 2025 – Safi: Kalt (CD, 2009)
ZZ 2026 – Fantas Schimun: Variationen über die Freiheit eines Anderen & Der Himmel ist Blau – Ein Alptraum in Stereo (DoLP, 2010)
ZZ 2027 – Festland: Welt verbrennt (CD, 2010)
ZZ 2028 – Katze: Du bist meine Freunde (CD, 2010)
ZZ 2029 – Jens Friebe: Abändern (LP, CD, 2010)
ZZ 2031 – Klotz + Dabeler: Höp Höp Höp (7", 2010)

### Ab 2011
ZZ 1917 – Go Ost! Klang – Zeit – Raum (Reisen in die Subkultur-Zonen Osteuropas 1982–2013) – Compilation (Buch + CD, 2014)
ZZ 2028 – Felix Kubin: Zemsta Plutona (DoLP, CD, 2013)
ZZ 2030 – Tigerjunge: Jedes Lächeln bringt Punkte (CD, 2011)
ZZ 2032 – 206: Republik der Heiserkeit (CD, 2011)
ZZ 2034 – Monostars: Absolut! (CD, 2011)
ZZ 2035 – Doctorella: Drogen und Psychologen (CD, 2012)
ZZ 2036 – Brockdorff Klang Labor: Die Fälschung der Welt (CD, 2012)
ZZ 2037 – Bessere Zeiten: Sanktionen im Schutt (LP, 2012)
ZZ 2038 – The Schwarzenbach: Farnschiffe (CD, 2012)
ZZ 2040 – Geniale Dilletanten = Brilliant Dilletantes – Compilation (2xCD, 2015)
ZZ 2041 – Festland: Doch die Winde wehn... (LP, CD, 2016)
ZZ 2042 – Doctorella: Ich will alles von Dir wissen (LP, CD, 2016)
ZZ 2043 – Oil: Naturtrüb (DoLP, 2020)
ZZ 2044 – Tobias Gruben – Die Liebe Frisst Das Leben Soundtrack – Compilation (LP, CD, 2020)
ZZ 2046 – Festland: Hippies (DoLP, 2023)
ZZ 2047 – Monostars: Alles wollen Nichts müssen (LP, 2024)
ZZ 23/30 – Candelilla: Heart Mutter (LP, CD, 2013)
ZZ 2469 – Die Radierer: Porko Mondo (LP, CD, 2014)